# 퍼즐 비디오 게임

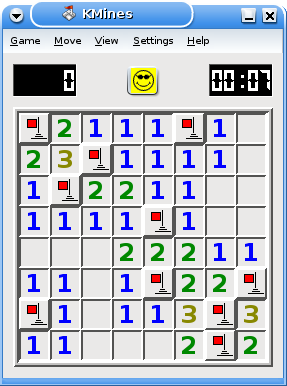
지뢰찾기(퍼즐 게임의 일종)

퍼즐 비디오 게임(puzzle video game)은 퍼즐 풀이를 강조하는 광범위한 비디오 게임 장르이다. 퍼즐의 종류는 논리, 패턴 인식, 순서 풀이, 공간 인식, 낱말 맞추기 등 문제 해결 능력을 시험할 수 있다. 많은 퍼즐 게임은 테트리스 (1985) 및 레밍즈 (1991)와 같이 실시간 요소가 포함되어 있고 빠른 사고를 필요로 한다.

## 역사
퍼즐 비디오 게임은 인류 역사 전반에 걸쳐 존재했던 수수께끼와 퍼즐에서 기원한다. 수학적 전략 게임인 님과 행맨, 불스 앤 카우즈(마스터마인드로 상용화)와 같은 다른 전통적인 사고 게임은 컴퓨터 구현의 인기 대상이었다.
1980년 아케이드에서 출시된 유니버설 엔터테인먼트의 《스페이스 패닉》은 플레이어가 플랫폼에 구멍을 파서 생물을 가두는 게임으로, 로드 러너 (1983), 《도어 도어》 (1983), 《두근두근 펭귄 랜드》 (1985)와 같은 퍼즐 플랫폼 게임의 선구자이다.
앨런 그리세머와 스티븐 브래드쇼의 《블록버스터》(아타리 8비트, 1981)는 루빅스 큐브 퍼즐의 컴퓨터 버전이다. 《스나크 헌트》(아타리 8비트, 1982)는 1970년대 보드 게임 블랙 박스의 복제 게임으로, 논리적 추론을 하는 일인용 게임이다.
코나미의 타일 슬라이딩 게임 《로코모션》(1982)의 요소는 나중에 루카스아츠의 파이프 매니아 (1989)에서 다시 나타났다.
《블록 더쉬》(1984)에서 목표는 다이아몬드를 수집하는 동시에 땅을 파낸 후 떨어지는 바위를 피하거나 이용하는 것이다.
《체인 샷!》(1985)은 격자에서 같은 색 타일 그룹을 제거하여 나머지 타일이 빈 공간으로 떨어지게 하는 방식을 도입했다. 《엉클 헨리의 핵폐기물 처리장》(1986)은 색깔 있는 모양을 구덩이에 떨어뜨리는 것이지만, 목표는 같은 색 타일이 서로 닿지 않도록 하는 것이다.
테트리스 (1985)는 퍼즐 게임 장르를 혁신하고 대중화했다. 이 게임은 소련의 게임 디자이너 알렉세이 파지트노프가 엘렉트로니카 60을 위해 만들었다. 파지트노프는 플레이어가 블록을 빈틈없이 선으로 배열하는 전통적인 퍼즐 게임인 펜토미노에서 영감을 받았다. 이 게임은 1987년 스펙트럼 홀로바이트에서 MS-DOS용으로, 1988년 아타리 게임즈에서 아케이드용으로 출시되었으며, 게임보이용으로 3천만 장이 팔렸다.
레밍즈 (1991)에서, 일련의 생명체들이 위험한 상황으로 걸어 들어가고, 플레이어는 특정 레밍들에게 임무를 부여하여 무리를 안전한 목적지로 안내한다.
1994년 유진 알렘진의 MS-DOS 게임 《샤리키》는 타일 매칭 게임에 인접한 요소를 바꾸는 메커니즘을 도입했다. 당시에는 거의 알려지지 않았지만, 나중에 이 장르에 큰 영향을 미쳤다.
일본의 마작 비디오 게임에 대한 관심은 1994년부터 증가하기 시작했다.

### 현대 퍼즐 게임
2000년 팝캡 게임스는 1994년 타일 매칭 게임 《샤리키》를 개선된 그래픽으로 직접 복제한 비주얼드를 출시했다. 이는 퍼즐 퀘스트: 챌린지 오브 더 워로드 (2007), 캔디크러쉬사가 (2012), 퍼즐앤드래곤 (2012) 등 다른 인기 게임의 기반이 된 매치-3 메커니즘에 대한 관심을 불러일으켰다.
포탈 (2007) 이후 다른 물리 기반 퍼즐 게임들이 뒤를 이었다.

## 하위 장르

### 물리 게임

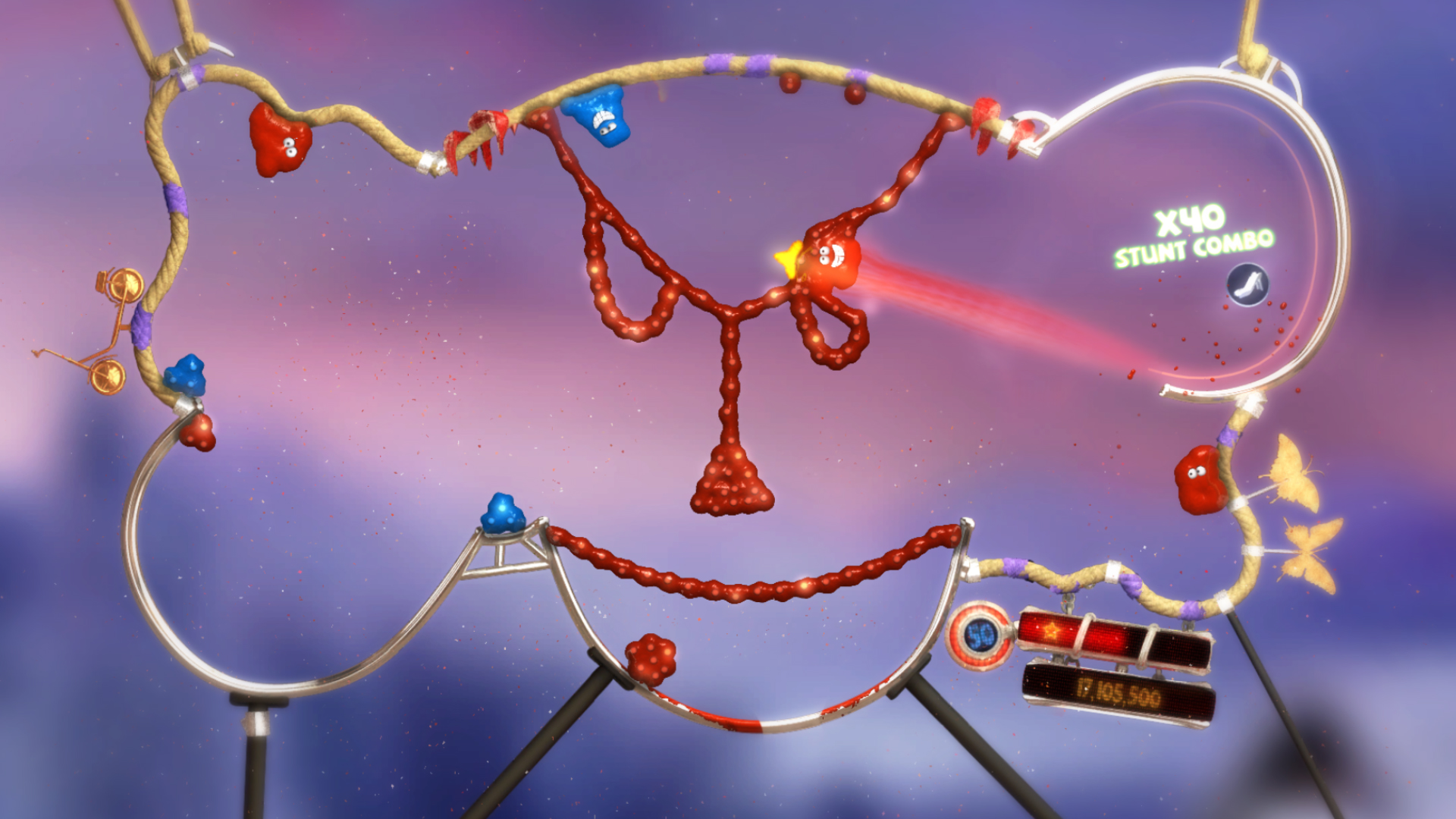
물리 기반 엑스박스 라이브 아케이드 게임인 더 스플래터스

물리 게임은 플레이어가 각 퍼즐을 완료하기 위해 게임의 물리와 환경을 사용해야 하는 논리 퍼즐 비디오 게임의 한 유형이다. 물리 게임은 일관된 물리를 사용하여 게임을 더욱 어렵게 만든다. 이 장르는 온라인 플래시 게임과 모바일 게임에서 인기가 많다. 교육자들은 이러한 게임을 물리학 원리를 설명하는 데 사용해 왔다.
물리 기반 논리 퍼즐 게임에는 《인크레더블 머신》, 포탈, 탈로스 법칙, 브레이드, FEZ, 월드 오브 구, 컷 더 로프가 포함되며, 투사체 충돌 게임으로는 앵그리버드, 《페글》, 몬스터 스트라이크, 《크러쉬 더 캐슬》 등이 있다.

### 프로그래밍 게임
프로그래밍 게임은 퍼즐을 풀기 위해 텍스트나 시각적 시스템을 사용하여 코드를 작성해야 한다. 예시로는 《로키의 부츠》 (1982), 《로봇 오디세이》 (1984), SpaceChem (2011), 《인피니팩토리》 (2015) 등이 있다.

### 탐험
이 하위 장르에는 종종 어드벤처 게임 및 워킹 시뮬레이터와 겹치는 포인트 앤 클릭 게임이 포함된다. 논리 퍼즐 게임과 달리, 이 게임들은 일반적으로 귀납적 추론을 통해 해결해야 한다. 결정적인 특징은 플레이어가 각 레벨의 메커니즘을 해결하기 전에 실험해야 한다는 것이다. 탐험 게임에는 미스트, 림보, 《더 디그》 등이 있다. 방탈출 게임인 《더 룸》은 단일 장소에 대한 상세한 탐험을 포함한다.

### 창고지기
창고지기 게임은 1982년에 출시된 동명의 타이틀과 같이, 그리드 같은 공간에서 블록을 밀거나 당겨서 다른 블록의 움직임을 막지 않고 지정된 위치로 옮기는 게임이다. 유사한 게임으로는 《바바 이즈 유》와 《패트릭의 패러박스》가 있다.

### 타일 매칭
타일 매칭 비디오 게임에서 플레이어는 타일을 조작하여 매칭 기준에 따라 사라지게 한다. 이 장르는 1985년 《체인 샷!》으로 시작되었으며, 테트리스와 같은 낙하 블록 게임과 유사점이 있다. 이 장르에는 비주얼드 또는 캔디크러쉬사가와 같이 조각을 교환해야 하는 게임, 마작과 같은 고전 타일 기반 게임을 각색한 《마작 트레일즈》, 그리고 주마와 같이 조각을 보드에 쏘는 게임이 포함된다. 테트리스 기반 퍼즐 게임에는 매칭 기준이 동일한 유형의 타일을 정해진 수만큼 인접하게 배치하는 타일 매칭 게임이 포함된다. 이 숫자는 종종 3이며, 해당 타일 매칭 게임의 하위 집합은 매치-3 게임으로 지칭된다.